# Ђоко Јованић
Ђоко Јованић (Суваја, код Доњег Лапца, 9. октобар 1917 — Београд, 29. мај 2000) био је учесник Народноослободилачке борбе, генерал-пуковник ЈНА и народни херој Југославије.

## Биографија
Рођен је 9. октобра 1917. године у селу Суваји, код Доњег Лапца, у Лици, од оца Милана и мајке Соке Јованић, рођене Ћопић. Јованићев отац Милан је, као младић, отишао на рад у Америку, из које се вратио као тежак инвалид. Имао је сестру Драгу, која је млада умрла од туберкулозе и брата Драгана, који је погинуо у борбама у Лици током рата. Године 1922. његова породица се преселила из Лике у село Жедник, код Суботице. После основне школе коју је завршио у Жеднику, похађао је четири разреда гимназије у Суботици.
Пети и шести разред гимназије, завршио је у Бијељини од 1933. до 1935. године. За време школовања у Бијељини стекао је основне појмове о марксизму и повезао се са комунистичким покретом, који је имао дубоке корене у Бијељинској гимназији. Седми разред гимназије похађао је у Суботици. У Жеднику се одмах повезао са комунистичким покретом и укључио у рад са омладином на селу и у гимназији. У чланство Савеза комунистичке омладине Југославије (СКОЈ) примљен је 1935, а у чланство Комунистичке партије Југославије (КПЈ) 1936. године.
Када су настала велика хапшења комуниста у целој земљи, крајем 1935. и почетком 1936. године, био је проваљен и Ђоко Јованић, јер је одржавао везе и дописивао се са познаницима из Бијељинске гимназије. Фебруара 1936. године ухапшен је и осуђен на девет месеци затвора. Истовремено је био кажњен искључењем из свих школа. После издржаног деветомесечног затвора, послат је на одслужење војног рока у Ниш.
После завршетка војске, јуна 1939. године, поново је на партијском и друштвено-политичком раду у Жеднику. Учествовао је у оснивању актива СКОЈ-а у селу, октобра 1939. године, а нешто касније, када је услед наглог прилива чланова, образован Месни комитет СКОЈ-а, био је његов секретар. Са преко 90 чланова то је била једна од најмасовнијих сеоских организација СКОЈ-а у Југославији.
Крајем 1940. године на Окружној конференцији СКОЈ-а Ђоко је изабран у Биро Окружног комитета СКОЈ-а за северну Бачку, чије је средиште било у Жеднику. У то исто време био је предвиђен за члана ПК СКОЈ-а за Војводину, али је тај план омело његово ново хапшење, 9. јануара 1941. године. У затвору је био до почетка Априлског рата.

### Народноослободилачка борба
После окупације Југославије, у другој половини маја 1941, са породицом се сели у свој родни крај у Лици. У Србу се одмах повезао са комунистима, који су ту доспевали из појединих крајева земље, при чему се посебно ослањао на комунисте повратнике из Жедника и осталих места Војводине. Преко њих, а посебно преко браће Пере и Милутина Мораче, народног хероја, је успоставио везу са партијским руководством у Дрвару. Са њима се договарао и о заједничким припремама устанка. На Ђокину иницијативу још почетком јуна 1941. године, у Србу је основан Револуционарни одбор, који је преузео задатак да организује и припреми народ за борбу. Непосредно пред почетак народног устанка стварају се герилски одреди, осам у српској и два у зрмањској општини, са око 400 бораца.
Као главни организатор и командант Штаба герилских одреда Ђоко Јованић је непосредно руководио устаничким снагама на дан 27. јула 1941. године (Овај датум се сматра почетком оружаног устанка народа Босне и Херцеговине). Већ у току прва два дана устанка одреди су ослободили Срб и сва села у општини, започели борбе са непријатељем око Отрића и у близини Грачаца и обезбедили прилазе од Доњег Лапца и Книна. Нешто касније Ђоко је постао политички комесар II батаљона „Слободе“, који је деловао на подручју српске и доњелапачке општине у оквиру Дрварске устаничке бригаде. Од средине септембра је командант јуришног одреда „Чапајев“, који је био језгро за нешто касније формирани I партизански батаљон у Хрватској, „Марко Орешковић“, новембра 1941. године.
Као спретан организатор устаничких јединица, Ђоко Јованић је већ у првим устаничким данима стекао велику популарност у народу овог краја. Посебно је био омиљен међу борцима, којима је импоновао својом храброшћу и тиме што је настојао да све своје захтеве и ставове поткрепљује личним примером. Прочуо се разним акцијама: на Човки, заробљавањем и ликвидацијом усташко-домобранске моторизоване групе, са пуковником Матегићем на челу, октобра 1941; учешћем у ликвидацији усташких злочинаца у Смиљану и другим местима у западној Лици; у савлађивању усташке страже на мосту у Лешћу, децембра 1941; у борбама са италијанским окупатором на Шијановом Кланцу; у борбама око Коренице и за ослобођење Доњег Лапца, 27. фебруара 1942. године, када је рањен.
Априла 1942. године постаје командант Трећег партизанског личког одреда, а од септембра исте године је помоћник команданта Главног штаба НОП одреда Хрватске. У том својству је био и командант другог сектора у време IV непријатељске офанзиве (јануар–март 1943). Од марта 1943. године, па до завршетка рата, био је командант Шесте личке пролетерске дивизије „Никола Тесла“. Са том прослављеном дивизијом прошао је све борбе од Лике, Гацке долине и северне Далмације, преко Босне, Црне Горе и Санџака, до Србије. Учествовао је у борбама за ослобођење Београда, затим у борбама на Сремском фронту и у његовом пробоју до операција за ослобођење Загреба и завршних борби за коначно ослобођење Југославије, маја 1945. године.
За Ђоку Јованића, као команданта, нарочито су биле тешке борбе у Дрвару и сламање немачког десанта, којим је Хитлер хтео да уништи Врховни штаб НОВЈ и маршала Тита, 25. маја 1944. године. Затим сталне борбе са елитним немачким и другим непријатељским јединицама кроз Босну и Црну Гору, посебно на Дурмитору (лето 1944), у западној Србији и око Београда (октобра 1944), око Шида и у Босутским шумама (јануар–март 1945), око Врбање, пресецање одступнице немачке армије „Е“, на реци Илови, око Чазмине (април–мај 1945) и друго. Као командант одликовао се смислом за маневарско ратовање, смелим замислима, иницијативом и великом борбеношћу.
За успешно командовање Шестом личком пролетерском дивизијом примио је неколико похвала од Врховног команданта маршала Тита. Од посебног су значаја Јованићеви захтеви да се, после борби на Дурмитору, одвоји од Дванаестог војвођанског корпуса и са својом дивизијом крене у Србију што је Врховни командант одобрио, затим успешне борбе против четника Драгољуба Михаиловића око Ужичке Пожеге и на Јеловој гори.
Био је члан Иницијативног одбора и првог Извршног одбора ЗАВНО Хрватске, од његовог оснивања 13. јуна 1943. године.

### Послератни период
После ослобођења, налазио се на разним војним дужностима у Југословенској народној армији (ЈНА). Завршио је Вишу војну академију „Ворошилов“ у Москви. Био је начелник Војно-историјског института (ВИИ), уредник војно-теоретског органа ЈНА „Војно дело“, начелник Општевојног факултета на Војној академији ЈНА, начелник Треће, Друге и Прве управе у Генералштабу ЈНА и заменик Начелника Генералштаба ЈНА. Од 1967. до 1974. године био је командант Загребачке војне области. Од септембра 1974. до краја 1977. године, када је пензионисан у чину генерал-пуковника ЈНА, био је подсекретар у Савезном секретаријату за народну одбрану (ССНО).
Био је више пута биран за члана највишег руководства Организације СКЈ у ЈНА. На Десетом конгресу СКЈ, 1974. године, изабран је за члана Централног комитета СКЈ. Био је командант параде „Победе“, одржане 9. маја 1975. године, у Београду, поводом 30-годишњице ослобођења Југославије и победе над фашизмом.
Преминуо је 29. маја 2000. године у Београду. Сахрањен је уз војне почасти у Алеји народних хероја на Новом гробљу у Београду.
Носилац је Партизанске споменице 1941. и других југословенских одликовања, међу којима су — Орден југословенске звезде с лентом, Орден ратне заставе, Орден партизанске звезде са златним венцем, Орден заслуга за народ са златном звездом, Орден братства и јединства са златним венцем, Орден партизанске звезде са сребрним венцем и Орден за храброст. Одликован је и совјетским Орденом Кутузова другог степена. Орденом народног хероја одликован је 20. децембра 1951. године.